# Pedinophyllum
Pedinophyllum (deutsch Flachblattmoos) ist eine kleine Gattung von Lebermoosen aus der Familie Plagiochilaceae.
Der Name ist abgeleitet von griechisch pedinos = flach und phyllon = Blatt und verweist damit auf die flachen Blätter.

## Merkmale
Die wenigen Arten sind stark disjunkt verbreitet. Die Blätter sind ungelappt oder ausgerandet oder mit 2 bis 4 Zähnen besetzt. Der Blattansatz reicht nicht bis zur Mitte der Stämmchen-Oberseite. Die Geschlechterverteilung ist autözisch.

## Arten
Nach Frey, Fischer & Stech werden weltweit 3 Arten angegeben:
- Pedinophyllum interruptum circum-boreal; einzige in Europa vertretene Art
- Pedinophyllum monoicum, in Neuseeland und Australien
- Pedinophyllum truncatum, mit Vorkommen im fernen Osten von Russland, in China und Japan